# 帕特·诺顿
帕特·诺顿（英語：Pat Norton，1919年3月20日—2007年9月2日），澳大利亚女子游泳运动员。她曾代表澳大利亚参加1938年大英帝国运动会游泳比赛，获得一枚金牌、一枚银牌和一枚铜牌。她也曾参加1936年夏季奥运会。